# Andre Owens
Andre Owens (Indianápolis, Indiana, 31 de octubre de 1980) es un jugador de baloncesto estadounidense.
Juega como escolta mide aproximadamente 1.95 m, y fue a la Universidad de Houston. No fue seleccionado en Draft de la NBA, pero firmó para Utah Jazz como agente libre antes del inicio de la temporada 2005-2006.
El 4 de julio de 2007 firmó un contrato de un año con Indiana Pacers y en septiembre de 2008 dio el salto a Europa. El Estrella Roja de Serbia, el Turk Telekom de Turquía y el Lokomotiv Kuban de Rusia han sido sus equipos hasta ahora. La temporada pasada la empezó en el Turk Telecom, donde disputó 9 partidos de liga y 4 de Eurocup y acabó el año en el Lokomotiv Kuban, donde jugó 15 partidos con unos promedios de 9.1 puntos, 3 rebotes y 2 asistencias en 29 minutos por partido.
El 17 de octubre de 2010 debutó, con 6 triples anotados, en la liga ACB con el Bàsquet Manresa, con el que firmó un contrato temporal para cubrir las bajas de Román Montañez y Álex Llorca, y que tuvo un debut abrumador: 23 puntos con seis triples ante Valladolid.
En noviembre del mismo año firma con el Club Baloncesto Granada. El club ha llegado a un acuerdo hasta final de temporada con Andre Owens, escolta estadounidense con pasaporte búlgaro que ya había jugado esta temporada en ACB, concretamente en las filas de Assignia Manresa.

## Estadísticas

### Temporada regular
| Año     | Equipo  | PJ | PT | MPP  | %TC  | %3P  | %TL  | RPP | APP | ROB | TPP | PPP |
| ------- | ------- | -- | -- | ---- | ---- | ---- | ---- | --- | --- | --- | --- | --- |
| 2005–06 | Utah    | 23 | 2  | 9.1  | .365 | .188 | .667 | .9  | .3  | .2  | .0  | 3.0 |
| 2007–08 | Indiana | 31 | 7  | 12.6 | .374 | .450 | .735 | 1.5 | 1.5 | .4  | .1  | 4.0 |
| Total   |         | 54 | 9  | 11.1 | .370 | .375 | .712 | 1.3 | 1.0 | .3  | .0  | 3.6 |